# GART
GART (zkratka anglického graphics address remapping table – mapovací tabulka adres grafiky nebo graphics aperture remapping table, někdy i stručněji GTT – zkratka graphics translation table – překladová tabulka grafiky) je vstupně-výstupní jednotka správy paměti používaná grafickými kartami sběrnic PCI Express a AGP. Umožňuje využít pro přenos dat, například textur, přímý přístup do paměti.

## Podpora v operačních systémech

### Linux
Linux má ovladač pro GART od řady 2.4, přičemž vývojáři uvolnili i záplaty pro jádra řady 2.2.

### FreeBSD
FreeBSD podporuje GART od vydání 4.1.

### Solaris
Solaris získal podporu GART ve vydání 7/05.